# ألبرت كول (سياسي)
ألبرت كول (بالإنجليزية: Albert Cole)‏ هو سياسي أمريكي، ولد في 28 ديسمبر 1904 في الولايات المتحدة، وتوفي في 1 نوفمبر 1966. حزبياً، نشط في الحزب الجمهوري.